# Ombódi Imre
Ombódi Imre (1927. szeptember 24. – 1996. június 13.) labdarúgó, hátvéd.

## Pályafutása
1950 és 1958 között volt a Ferencváros játékosa, ahol egy bajnoki ezüst- és három bronzérmet, illetve kupa győzelmet szerzett a csapattal. A Fradiban 266 mérkőzésen szerepelt (177 bajnoki, 68 nemzetközi, 21 hazai díjmérkőzés) és 23 gólt szerzett (14 bajnoki. 9 egyéb).

## Sikerei, díjai
- Magyar bajnokság
  - 2.: 1949–50
  - 3.: 1954, 1955, 1957–58
- Magyar kupa (MNK)
  - győztes: 1958